# Karl Adolf von Holland
Karl Adolf Holland, ab 1895 von Holland, (* 27. Januar 1825 in Tübingen; † 25. Juni 1907 in Ludwigsburg) war ein württembergischer Oberamtmann.

## Leben
Als Sohn eines Oberjustizprokurators geboren, studierte Holland nach dem Besuch des Lyzeums in Tübingen und des Gymnasiums in Stuttgart Regimantalwissenschaften in Tübingen. Während seines Studiums war er 1844 einer der Stifter der Burschenschaft Walhalla Tübingen. Nach seinen Examina 1847 und 1848 wurde er Referendar beim Oberamt Tübingen und im Stuttgarter Innenministerium. Nach mehreren Monaten Studienaufenthalt in Frankreich wurde er 1850 Aktuar am Oberamt Gmünd; bald darauf wurde er ans Oberamt Neckarsulm versetzt. Nach einer Zeit als Kanzleihilfsarbeiter bei der Regierung des Neckarkreises in Ludwigsburg in den Jahren 1856 bis 1858, gefolgt vom Einsatz als Kollegialhilfsarbeiter der Regierung des Jagstkreises in Ellwangen und als Oberamtsverweser in Böblingen, wurde er 1860 Oberamtmann beim Oberamt Spaichingen und ab 1867 beim Oberamt Gmünd. Hier war er bis 1881 tätig. Von 1870 bis 1871 war er Generalsekretär und Regierungsrat der Präfektur des Département Marne im französischen Châlons-en-Champagne. 1881 wurde er Kollegial- bzw. Regierungsrat der Regierung des Neckarkreises in Ludwigsburg, wo er 1892 als Oberregierungsrat und Stellvertreter des Regierungspräsidenten wirkte. 1892 ging er als Regierungsdirektor in den Ruhestand.

## Ehrungen
- 1866: Friedrichs-Orden, Ritterkreuz 1. Klasse
- 1877: Orden der Württembergischen Krone, Ritterkreuz 2. Klasse
- 1895: Orden der Württembergischen Krone, Ehrenritterkreuz (verbunden mit dem persönlichen Adel)